# Glaskugel (Okkultismus)

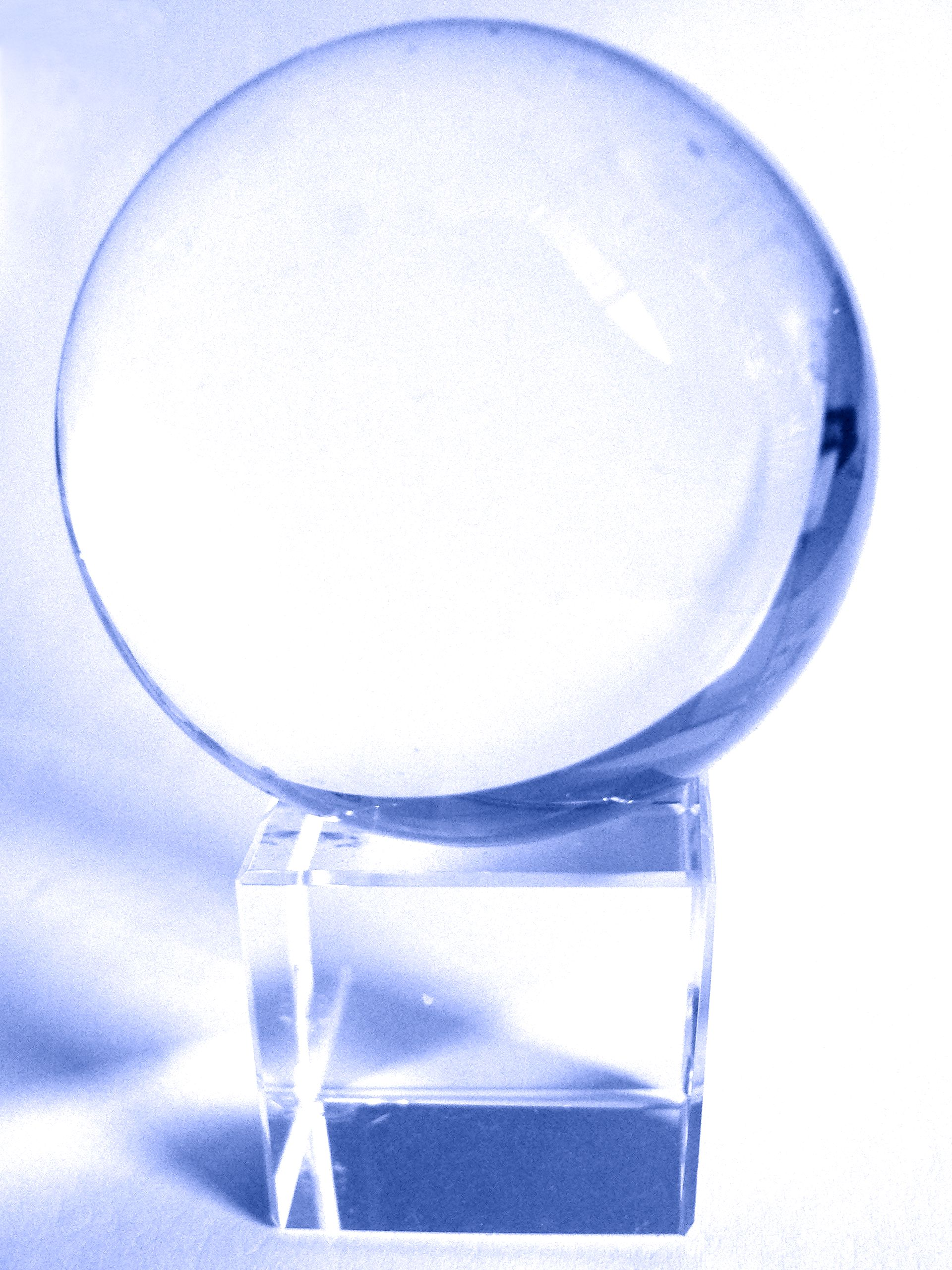
Fotografie einer Glaskugel.

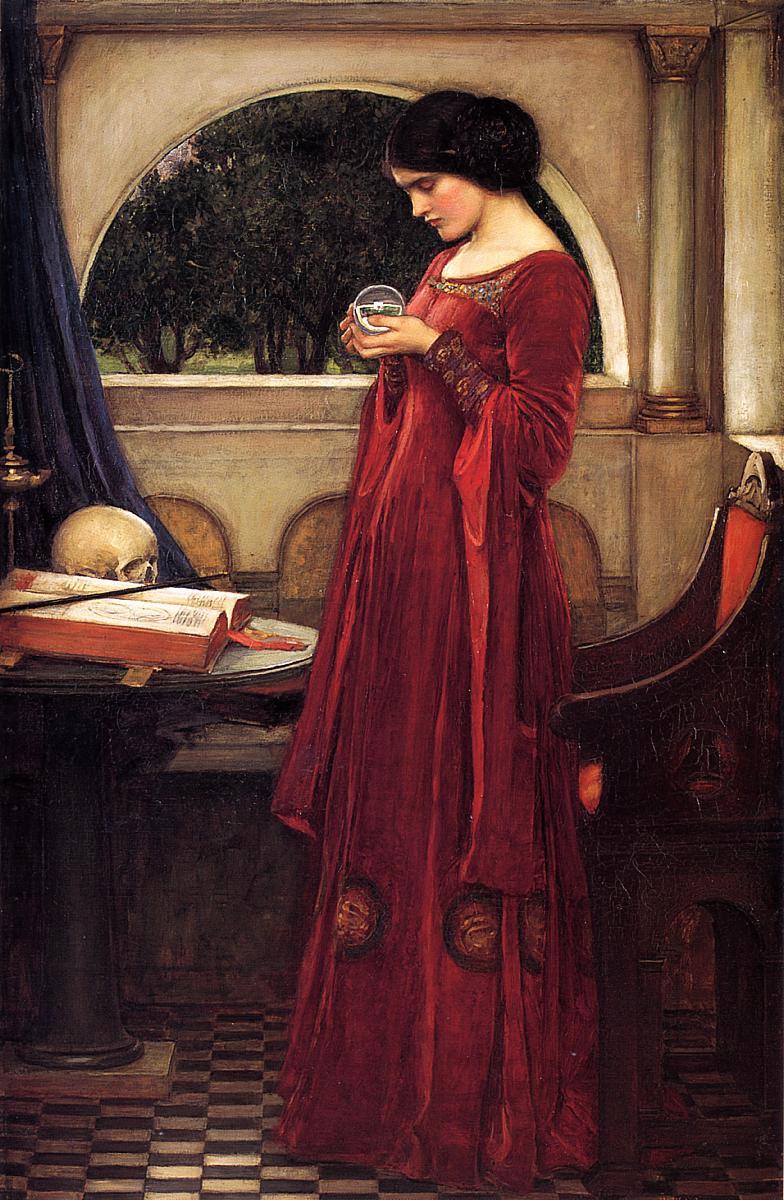
Ein Gemälde von John William Waterhouse mit der Darstellung einer Kristallkugel (Bildtitel The Crystal Ball).

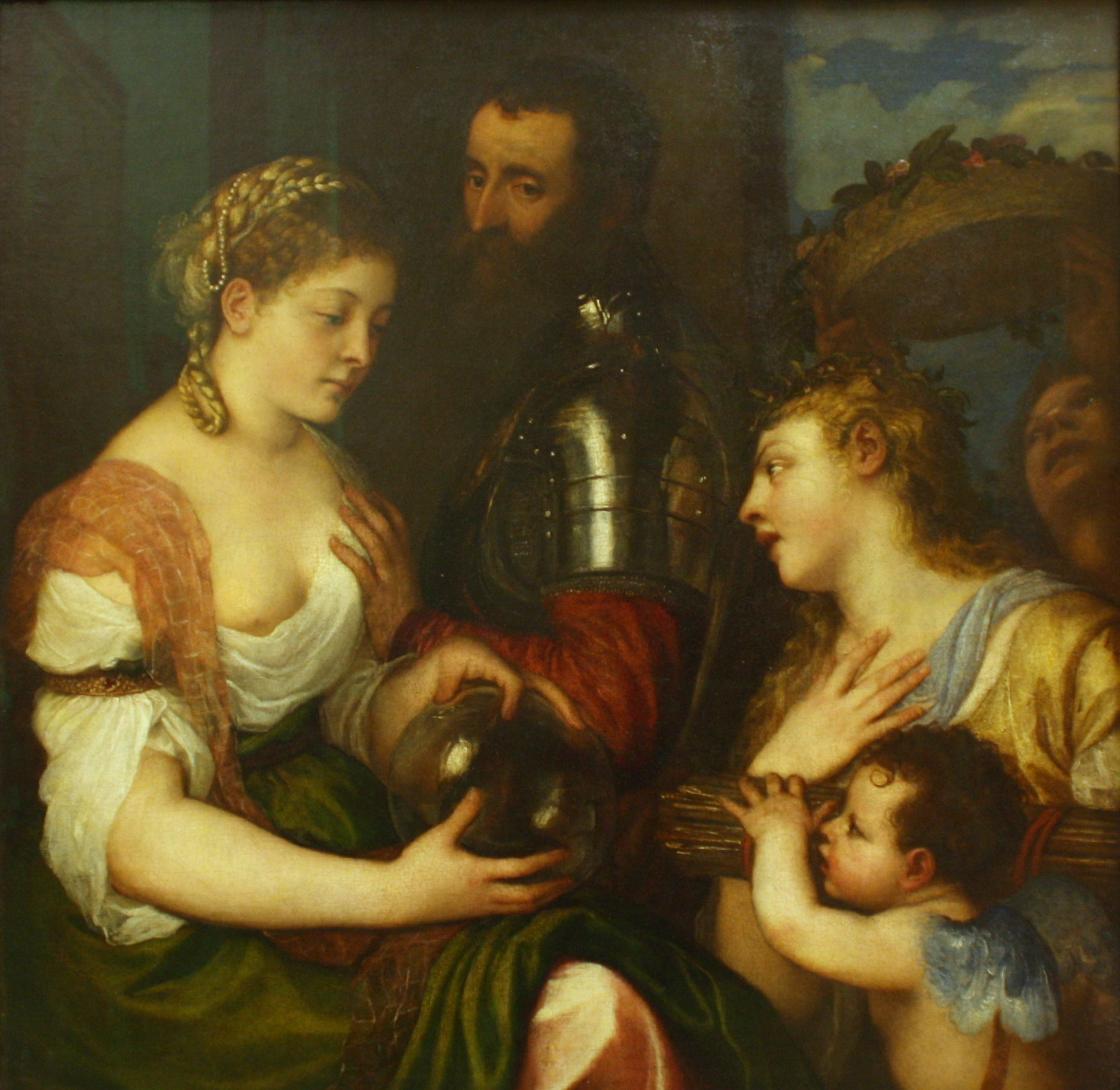
Die Kristallseherin, ein Gemälde von Tizian (um 1530)

Eine Glaskugel (oder Kristallkugel) ist ein traditionelles Requisit des Okkultismus, das zum Hellsehen genutzt wird und in der Parapsychologie zur Erforschung besonderer Wahrnehmungsformen.

## Ursprung
Das Wahrsagen mit Hilfe durchscheinender oder spiegelnder Flächen (Katoptromantie, Kristallomantie) geht bis in die Antike zurück. Im deutschsprachigen Raum waren mantische Texte (Zaubersprüche, „Kristallsegen“) dazu vor allem im Spätmittelalter, aber auch darüber hinaus verbreitet. Zur einem Analogiezauber ähnlichen Ausführung wurden Kristall- oder einfache Glaskugeln verwendet. Eine Glaskugel als okkultistisches Instrument soll Verborgenes sichtbar machen. Glaskugeln wurden beginnend mit der Spiritismuswelle Ende des 19. Jahrhunderts systematischer untersucht und verwendet, so von Rudolf Tischner und anderen.
Bevor es die technischen Möglichkeiten zur Herstellung großer Glaskörper gab, waren kleine, polierte Kristallkugeln oder -segmente im Gebrauch. Optische Instrumente wie Spiegel und Linsen wurden erst im späten Mittelalter und der frühen Neuzeit verfügbar und waren damals extrem teuer und nur für wenige erschwinglich. Die später technisch möglichen Schusterkugeln (tatsächlich mit Wasser gefüllte Ballonflaschen) dienten etwa ab der Neuzeit und mit weiter Verbreitung im 19. Jahrhundert zur Ausleuchtung von Arbeitsplätzen und zum Lesen und wurden auch zur Mantik verwendet. Heute handelt es sich normalerweise um aus klarem Glas gefertigte Vollglaskugeln.

## Methode
Die Glaskugel dient in der Hellseherei als ein Übertragungsmedium. Das, was bei einem Blick in ihr Inneres zu sehen ist, soll dabei, wie beispielsweise eine Anordnung von Karten, die Schwingungen eines Pendels oder die Linien einer Hand, als Grundlage einer Interpretation von direkt nicht greifbaren, vergangenen, zukünftigen oder räumlich entfernten Ereignissen dienen. Diese Interpretation findet durch eine zum Beispiel als Wahrsager bezeichnete Person statt.
Das intensive Fixieren eines glänzenden Gegenstandes ist eine überaus bewährte Methode zur Hypnose- und Trance-Einleitung, auch zur Selbsthypnose. In Trance oder Hypnose wird häufig die Aufmerksamkeit stark auf ein Objekt oder eine Person fixiert. Dies kann ein Weg sein, wie der „Seher“ oder die „Seherin“ auf nonverbale Signale der auskunftsuchenden Person besser reagieren kann und so eine dieser Person genehme Vorhersage liefern kann.
Das paranormale „Sehen“ mit einer Glaskugel ist mit dem Kristallsehen und Spiegelsehen verwandt, wo ein Blick in einen transparenten Gegenstand, wie einen Bergkristall oder auf eine reflektierende Fläche, wie einen Spiegel oder eine Wasseroberfläche, verborgenes sichtbar machen soll. Diese Anschauung findet sich in zahlreichen Märchen und Volkssagen wieder („Spieglein, Spieglein an der Wand“) und wurde bereits in der frühen Neuzeit genutzt. Für den Mystiker Jacob Böhme ist nach einem Bericht Abraham von Franckenbergs belegt, dass er seine Zentralschauen, mystische Visionserfahrungen indirekt, beim Anblick von Reflexionen des von einer Schusterkugel reflektierten Lichts auf die glatte Oberfläche eines Zinngefäßes gewann. Die Benutzung der Glaskugel findet sich auch in Romanen und Fantasy, so bei den Palantíri, ‚den sehenden Steinen‘ im Umfeld der Ringerzählungen J.R.R. Tolkiens.
Rudolf Tischner sah die Glaskugeleffekte auch als Erinnerungshilfe und Wiedergabe geistiger bzw. unbewusster Prozesse. Die zugehörigen Effekte wurden mit der – auch wissenschaftlichen – Betrachtung des Okkultismus und Spiritismus ab Mitte des 19. Jahrhunderts systematischer betrachtet und erforscht. Hans Bender und andere Parapsychologen haben bei entsprechende Experimente weitergeführt, unter anderem mit speziell vorgefertigten Masken und in besonderen Umgebungen oder mit Versuchspersonen unter Drogeneinfluss (etwa Meskalin). Die entsprechenden Wahrnehmungen können sehr realitätsnah sein, es werden unter anderem der Abruf lebhafter, filmhafter Szenen, etwa gelegentlich in Form von Kindheitserinnerungen berichtet. Weil man sich beim Blick in die Glaskugel durchaus bewusst ist, dass die entsprechenden Eindrücke nicht tatsächliche Wahrnehmungen sind, werden sie in der Psychologie als Eidetik von einem halluzinativen Erlebnis abgegrenzt.

## Übertragene Verwendung
Der scherzhafte Verweis auf eine defekte Kristallkugel wird auch in Support-Foren und -Newsgroups für fehlende Details bei einer Fehlerbeschreibung o. Ä. verwendet. „Kristallkugel defekt“ (Originaltitel: „Housesitting for Pokipsi“) war außerdem der Titel der 25. Folge der Zeichentrickserie Alf – Erinnerungen an Melmac.
In der Wikipedia meint Glaskugelei eine unenzyklopädische Darstellung zukünftiger (bzw. für die Zukunft erwarteter oder geplanter) Ereignisse. Entsprechende Bearbeitungen werden rückgängig gemacht, manchmal auch Neueinträge gelöscht.